# 五条高倉交差点漏水事故
五条高倉交差点漏水事故 (ごじょうたかくらこうさてんろうすいじこ) は、2025年4月、京都市下京区で発生した水道管漏水事故。交通量が大きい同市中心部で発生したことから、全国の水道事業体に影響を与えた。

## 概要
2025年4月30日午前、京都市下京区の五条通（国道1号）の高倉交差点で地中に埋設された水道管から漏水し、南方向数百メートルにわたって冠水した。同交差点はJR西日本京都駅から約1キロメートルで同市の中心部にあり、当事故は新聞各紙やテレビなどで報道された。同年1月に埼玉県八潮市であった道路陥没事故から約3ヶ月後に発生しており、インフラストラクチャーの老朽化や維持管理に対する認識を高めた事案の一つである。

## 経過
4月30日
- 3時30分頃 – 発生、4時20分頃 - 道路面からの漏水の通報、6時50分頃 - 切替え作業及び止水作業を開始、12時30分頃 ストッパー設置（既設バルブが閉まらず、止水が困難だったため、新たにストッパーを設置し止水）、15時35分頃 - 水道の修繕作業完了（陥没防止のための仮復旧(止水)を実施、別の管路で給水継続）、21時30分頃 - 舗装復旧完了、23時50分頃 - 道路規制解除完了[3]。

## 原因
水道管は66年前の1959年 (昭和34年) に設置された直径約30センチメートルの鋳鉄製で、同管を管理する京都市上下水道局によると当年11月に撤去される予定だった。約30センチ四方の穴が開いているのが確認された。老朽化が破損の原因とされる。

## 直接的影響
- 水道については断水こそなかったものの、想定最大濁水件数は約6,500件に上った。
- 国道１号の交通規制（東洞院通～堺町通）が行われ、通常片側４車線×２の道路の南側(西行)を通行止めとし、北側(東行)の１車線を西行に変更する規制を実施したため規制時は東行３車線、西行１車線となった。
- 半地下の駐車場で車両1台が浸水[3]。

## 間接的影響
- 同年5月7日、国土交通省は全国の水道事業体に対し緊急輸送道路に埋設されている同様の鋳鉄管について、緊急的に道路上からの目視確認等や異状が確認された場合の適切な措置を実施するよう、全国の水道事業者等に要請した[3]。
- 同年6月27日、同省水管理・国土保全局は全国の水道事業体に対し当事故と同様の事象による社会的な影響を回避するため、とりわけ緊急輸送道路下に埋設されている鋳鉄管については2030年度までに、それ以外の導水管・送水管・配水本管である鋳鉄管についても2035年度までに更新するよう計画策定を要請した[4]。